# کرکوک
کَرْکوکْ (عربی: كركوك کردی: که‌رکووک)، شهری در کشور عراق است. این شهر مرکز استان کرکوک می‌باشد  و یکی از مناطق مورد مناقشه دولت عراق با اقلیم کردستان عراق است.
کرکوک در ۲۵۰ کیلومتری شمال بغداد قرار گرفته و بر طبق آمار سال ۲۰۰۹ جمعیت آن ۸۵۰٬۷۸۷ نفر بوده‌است.
این شهر یکی از شهرها در جریان درگیری‌های نظامی در سال ۲۰۱۴ بود.
در پی برگزاری همه‌پرسی استقلال توسط اقلیم کردستان در ۲۰۱۷ و مخالفت دولت مرکزی عراق با آن، نیروهای فدرال دولت مرکزی به همراه حشدالشعبی اقدام به تصرف استان و شهر کرکوک و پایین آوردن پرچم اقلیم کردستان از بالای ادارات و اماکن دولتی در کرکوک کردند.

## نام
کرکوک شهری باستانی و ادامه شهر باستانی مربوط به دوران حیات قوم هوریان است. نام کرکوک نیز بسیار باستانی است. این نام در آغاز به شکل آرافکا یا آراپخا (Arraphka) بود که از زبان هوری باستان آمده و به معنی «شهر» است. 
برخی بر این باورند که هوریان قومی آسیانی بودند که با گرجی‌ها و لازها هم‌تبارند.
پس از سرنگونی امپراتوری آشور، منطقهٔ پیرامون کرکوک به نام «کورکورا» معروف شد. این نام شاید به نام بابا گُرگُر که امروزه نام چاه‌های نفت کرکوک است در پیوند باشد.
در زمان سلوکیان این شهر را «کرخه د-بث اسلوخ» می‌نامیدند که در زبان آرامی به معنی «ارگ خاندان سلوکی» بود. آرامی زبان میانجی منطقه هلال بارور در آن دوره بود.
سلوکوس نیکاتور یا فرزندش آنتیوخوس یکم، هنگام تجدید بنای این شهر، پنج خاندان سرشناس را از استخر فارس به این ناحیه آورده و به آنان زمین دادند و محله‌های شهر را به نام آنان نامیدند. در دوران پارتیان، این شهر جزو پادشاهی محلی آدیابن بود. پادشاه محلی این شهر به اردشیر بابکان در برانداختن اشکانیان کمک نمود.
در روزگار پارتیان و ساسانیان کرکوک گَرمَکان نام داشت که در زبان فارسی به معنای «مکان گرم» می‌باشد. این نام همچنان توسط کردهای منطقه و به‌صورت گرمیان استفاده می‌شود.
پس از امضای قرارداد الجزایر، حکومت حزب بعث به رهبری صدام حسین سیاست تعریب را در قبال مناطق کردنشین و ترکمان‌نشین عراق اعمال کرد که در نتیجهٔ آن تلاش برای عربی‌سازی کرکوک افزایش یافت، و به این منظور نام کرکوک به تأمیم تغییر یافت.

## نفت
کرکوک یکی از غنی‌ترین شهرهای عراق از لحاظ منابع نفتی می‌باشد و دارای ۴۰٪ صادرات نفت عراق است. شاید این عامل مهم‌ترین دلیل کشتار و کوچ اجباری کردها توسط رژیم صدام از این شهر بوده‌است. اصلی‌ترین چاه‌های نفت کرکوک به نام باباگرگر شهرت دارند. دیگر حوزه‌های نفتی مهم آن جمبور، بای حسن جنوبی و شمالی، آفانا، خباز، جبل بور و خرماله نام دارند.
از پدیده‌های شگفت در منطقه باباگرگر آتش‌های فروزنده بر روی زمین است که در پی نشت گاز از حوزه نفتی به روی زمین پدیدآمده. این آتش‌ها که آتش جاویدان نام گرفته‌اند، سده‌هاست که در این زمین‌ها می‌سوزند. رودخانه زاب کوچک (از شاخه‌های دجله) از ۴۵ کیلومتری کرکوک می‌گذرد و به آبیاری زمین‌های کرکوک یاری می‌رساند. نخستین زمین و ورزشگاه بازی گلف در خاورمیانه در کرکوک بنا شد.

## مسائل قومی
کرکوک در منطقه گسترده‌ای دارای جمعیتی آمیخته از اقوام گوناگون واقع شده‌است و این منطقه در گذر سده بیستم شاهد تغییرات بزرگی در ترکیب قومی خود بوده‌است. هر سه قوم کرد، ترکمان، و عرب بر این شهر و منطقه ادعای ارضی دارند و هر سه گروه برای مدعای خود شواهد تاریخی ارائه می‌دهند. پروژه عرب‌سازی این شهر مهم‌ترین پروژه عربی کردن در زمان صدام حسین بود.
بر اساس ادعای ترکمان‌ها در زمان چیرگی حکومت عثمانی بر این منطقه، ترکمن‌ها اکثریت جمعیت شهر کرکوک را تشکیل می‌دادند، اما کردها در مناطق روستایی پیرامون شهر اکثریت داشتند که ترکمان‌های ساکن کرکوک توسط حکومت عثمانی برای حفاظت از مرزهای دولت عثمانی و اکثراً از ترکیه به آنجا کوچانده شده‌اند.
استخراج نفت در میدان‌های نفتی کرکوک که از حدود سال ۱۹۳۰ آغاز شد نیز مهاجرت شمار زیادی از کارگران عرب را به استان کرکوک در پی داشت و این شهر رفته‌رفته از حالت یک شهر ترکمان‌نشین و کردنشین به‌درآمد.
دانشنامه تُرکی «قاموس الاعلام» مربوط به دوره عثمانی، شمار کردها را ۷۵٪ کل جمعیت کرکوک اعلام کرده و بقیه ساکنین را ترک و عرب و سایر دانسته‌است.
بر پایه سرشماری رسمی سال ۱۹۵۷ در آن سال از بین (۱۲۰٫۴۰۲ نفر) کل ساکنان شهر کرکوک: ترکمن‌ها (۴۵٫۳۰۶ نفر)، کردها (۴۰٫۰۳۷ نفر)، عرب‌ها (۲۷٫۱۲۷ نفر)، سریانی‌ها (۱٫۵۰۹ نفر) و یهودی‌ها (۱۰۱ نفر) از جمعیت شهر را تشکیل می‌دادند.
که بر این اساس ترکمن‌ها: ۴۰ درصد، کردها: ۳۵ درصد و عرب‌ها: کمتر از ۲۵ درصد از ساکنان شهر را شامل می‌شدند.
| نتایج سرشماری از شهر کرکوک و استان کرکوک ۱۹۵۷ |           |                  |                |                 |
| زبان مادری                                    | شهر کرکوک | باقی استان کرکوک | کل استان کرکوک | کل استان کرکوک% |
| کردی                                          | ۴۰٬۰۳۷    | ۱۴۷٬۵۴۶          | ۱۸۷٬۵۹۳        | ۴۸٫۲٪           |
| عربی                                          | ۲۷٬۱۲۷    | ۸۲٬۴۹۳           | ۱۰۹٬۶۲۰        | ۲۸٫۲٪           |
| ترکمنی                                        | ۴۵٬۳۰۶    | ۳۸٬۰۶۵           | ۸۳٬۳۷۱         | ۲۱٫۴٪           |
| آرامی                                         | ۱٬۵۰۹     | ۹۶               | ۱٬۶۰۵          | ۰٫۴٪            |
| عبری                                          | ۱۰۱       | ۲۲               | ۱۲۳            | ۰٫۰۳٪           |
| دیگر                                          | ۶٬۳۳۰     | ۲۱۵              | ۶٬۵۴۵          | ۱٫۷۷٪           |
| کل                                            | ۱۲۰٬۴۰۲   | ۲۶۸٬۴۳۷          | ۳۸۸٬۸۲۹        | ۱۰۰٪            |

سیاست‌های عربی‌سازی صدام حسین در این منطقه پس از سال ۱۹۹۱ باعث تبعید و کشتار حدود ۱۲۰ هزار کرد، ترکمن و آشوری (پروژه انفال) از استان‌های شمالی عراق به جنوب آن کشور شد که به گفته دیدبان حقوق بشر سازمان ملل بیشتر آن‌ها از کرکوک و روستاهای اطراف بودند.
در سال ۲۰۰۳ مساحت استان کرکوک ۹۶۷۹ کیلومتر مربع و جمعیت آن ۸۴۸٬۰۰۰ نفر بوده‌است. پس از سرنگونی رژیم صدام در سال ۲۰۰۳ بسیاری از کردها و تعدادی از ترکمن‌های رانده شده به شهر بازگشته و از سوی دیگر بسیاری از عشایر عرب اسکان داده شده در آنجا به مناطق جنوبی خود بازگشتند. این پدیده در بسیاری از شهرها مانند کرکوک که مورد نسل‌کشی و عربی‌کردن واقع شده بودن روی داد. به گونه‌ای که از سال ۲۰۰۳ تا سال ۲۰۱۰ جمعیت کردها در شهر کرکوک از ۱۵۰٫۰۰۰ به ۳۵۰٫۰۰۰ نفر افزایش یافته‌است.
در اوایل سال‌های سرنگونی صدام در سال ۲۰۰۳ میلادی حکومت انتقالی برای بازگشت بیرون‌شدگان فرآیندی را آغاز کرد. کردها نیز کوشش بسیاری برای بازگشت به کرکوک کردند و بر همین پایه ۳۰۰ هزار تن که بیشترشان کرد بودند به کرکوک بازگشتند و جمعیت شهر از ۸۵۰ هزار نفر به ۱۱۵۰۰۰۰ هزار نفر رسید.
کرکوک در طول تاریخ شهری بوده که اقوام کرد و عرب و ترکمن و اقلیتهای کوچک آشوری و یهودی در طول زمان یا به آنجا کوچ کرده‌اند یا از دیرباز در این دیار می‌زیسته‌اند.
اما به دلیل وجود منابع نفت حکومت‌های مختلف عراق قبل از سال ۲۰۰۳ در پی تغییر ترکیب جمعیت این شهر به سود اعراب تحت عنوان پروژه تعریب بوده‌اند. پس از تصویب قانون اساسی عراق، بر اساس یکی از بندهای آن موسوم به بند ۱۴۰ باید در مناطق کردنشین خارج از اداره اقلیم کردستان عراق از جمله کرکوک، خانقین، شنگال و غیره همه‌پرسی جهت تمایل به بازگشت به اداره حکومت اقلیم کردستان برگزار شود.
در مجلس استانی کرکوک (با مجموعاً ۴۱ عضو) ترکیب مجلس استان در سال (۲۰۱۱) به صورت زیر بوده‌است: ۲۷ عضو کرد، ۸ عضو عرب و ۶ عضو ترکمن.
در انتخابات سال ۲۰۱۴ برای مجلس نمایندگان عراق از استان کرکوک، ۸ نماینده کرد، ۲ نماینده ترکمن و ۲ نماینده عرب هستند.

## درگیری‌های قومی ۲۰۲۳
در ۲ سپتامبر ۲۰۲۳ یک رشته درگیری میان شهروندان کرد با شهروندان ترکمان و عرب در کرکوک روی داد. در نتیجه درگیری در این استان چند قومیتی، دست کم ۴ نفر کشته و شمار دیگری مجروح شدند. زورخواهی خشن کردها از یک سو و تظاهرات ترکمان‌ها و عربها در طرف مقابل، علی‌رغم حضور پلیس، به خشونت کشیده شد. هر چند که به دستور نخست‌وزیر عراق، نیروهای امنیتی حکومت مرکزی برای پیشگیری از خشونت بیشتر و تشدید درگیری، در کرکوک مستقر شدند و برای ساعاتی مقررات منع آمد و شد برقرار کردند، اما ویدئوهای بسیاری در شبکه‌های اجتماعی، از تبادل آتش میان طرفین درگیر در این جنگ قومی منتشر شد. این رشته درگیری‌ها پس از آن آغاز شد، که محمد شیاع السودانی، مجوز واگذاری یک ساختمان به حزب دمکرات کردستان عراق برای استقرار پیشمرگه‌های بارزانی در این ساختمان در کرکوک را صادر کرد و این اقدام سودانی، با واکنش منفی ترکمانان و عرب‌های ساکن کرکوک مواجه شد. به دلیل این درگیری‌ها، دادگاه فدرال عراق، صدور مجوز برای تحویل یک ساختمان به نیروهای کرد تبار عراق را به حالت تعلیق درآورد و این رای دادگاه فدرال، با واکنش تند جناح بارزانی مواجه شد. این دادگاه، چند ساعت پس از شکایت وصفی عاصی رهبر قبایل العبید که نماینده اعراب در جنوب کرکوک بود، تشکیل شد و در نهایت حکم تعلیق واگذاری ساختمان به نیروهای حزب دمکرات کردستان عراق در کرکوک را صادر کرد. پیش تر نیز، محمد سمعان سخنگوی جبههٔ ترکمانان عراق در گفتگو با شبکهٔ العهد گفته بود: «حزب دموکرات کردستان عراق می‌تواند در کرکوک فعالیت سیاسی داشته باشد، اما حق ندارد بر مقر فرماندهی مشترک در کرکوک که نمادی از اعمال قانون در این استان است، دست اندازی کند.»

## محله‌ها
محله‌های اصلی شهر کرکوک:
- کردنشین:

رحیم‌آباد (واقع در دروازه شمالی شهر کرکوک)، شورجه، آزادی، اسکان، بلاخ، قوریه و ماموستائیان، چیمن
- ترکمن‌نشین:

مصلی، بیریادی، بلاغ، معلمین، راه بغداد، تسعین، قوریا، عرفه، قصاب خانه، الماس، ۱ أذار، الحی العسکری، اطراف ارگ کرکوک
- عرب‌نشین:

مناطق کارگران (واقع در جاده بغداد)، منطقه یک حزیران، منطقه نصر و عروبه، القادسیة، غرناطه
- آشوری‌نشین:

شاطرلو، عرفه، الماس

## شهرهای خواهرخوانده
| تاریخ | کشور  | شهر خواهرخوانده |
| ----- | ----- | --------------- |
| ۲۰۱۲  | ترکیه | قونیه           |

### فارسی
- نادر انتصار (۱۳۹۳)، ملی‌گرایی قومی کردهای خاورمیانه و معضلات کردهای ترکیه، ترجمهٔ طاهر سرحدی، سنندج: مترجم، شابک ۹۷۸-۶۰۰-۶۶۷۱-۰۵-۵